# تسلدومولک
تْسِلدومولک (به مجاری: Celldömölk) در واش در کشور مجارستان واقع شده‌است. جمعیت این شهر ۱۱٫۲۵۷ نفر  است.